# Fabio Christen
Fabio Christen (Leuggern, 29 giugno 2002) è un ciclista su strada e pistard svizzero che corre per il Q36.5 Pro Cycling Team; è professionista dal 2023.

## Biografia
È fratello maggiore di Jan Christen, anch’egli ciclista professionista.

## Palmarès

### Strada
- 2019 (Juniores)

Campionati svizzeri, Prova a cronometro Junior
- 2020 (Juniores)

Campionati svizzeri, Prova a cronometro Junior
- 2023 (Q36.5 Pro Cycling Team, una vittoria)

4ª tappa Tour de l'Avenir (Aigurande > Evaux-les-Bains)
- 2025 (Q36.5 Pro Cycling Team, due vittorie)

Vuelta a Murcia
2ª tappa Giro di Slovenia (Velenje > Rogaška Slatina)

#### Altri successi
- 2025 (Q36.5 Pro Cycling Team)

Classifica a punti Giro di Slovenia
Classifica scalatori Giro di Slovenia

### Gravel
- 2024

Gravel Race Bern

### Pista
- 2020 (Juniores)

Campionati svizzeri, Omnium Junior

## Piazzamenti

### Classiche monumento
- Milano-Sanremo

2025: 63º
- Giro delle Fiandre

2024: 46°
2025: 65º
- Parigi-Roubaix

2024: 61°

### Competizioni mondiali
- Campionati del mondo su strada

Yorkshire 2019 - Cronometro Junior: 36º
Yorkshire 2019 - In linea Junior: ritirato
Fiandre 2021 - In linea Under-23: 15º
Glasgow 2023 - In linea Under-23: 33º
Zurigo 2024 - In linea Under-23: 13º
- Campionati del mondo su pista

Francoforte sull'Oder 2019 - Inseguimento a squadre Junior: 10º
Francoforte sull'Oder 2019 - Inseguimento individuale Junior: 22º

### Competizioni europee
- Campionati europei su strada

Alkmaar 2019 - Cronometro Junior: 22º
Alkmaar 2019 - In linea Junior: ritirato
Plouay 2020 - Cronometro Junior: 17º
Plouay 2020 - In linea Junior: 14º
Trento 2021 - In linea Under-23: ritirato
Anadia 2022 - Staffetta Under-23: 2º
Anadia 2022 - In linea Under-23: 23º
Drenthe 2023 - Cronometro Under-23: 19º
Drenthe 2023 - Staffetta mista: 6º
Drenthe 2023 - In linea Under-23: 8º
Limburgo 2024 - Cronometro Under-23: 11º
Limburgo 2024 - In linea Under-23: 12º
- Campionati europei su pista

Gand 2019 - Inseguimento a squadre Junior: 6º
Gand 2019 - Inseguimento individuale Junior: 8º
Gand 2019 - Corsa a punti Junior: 5º
Fiorenzuola d'Arda 2020 - Inseguimento a squadre Junior: 7º
Fiorenzuola d'Arda 2020 - Inseguimento individuale Junior: 5º
Fiorenzuola d'Arda 2020 - Corsa a punti Junior: 2º